# Jocelyn Rae
Jocelyn Rae, née le 20 février 1991 à Nottingham, est une joueuse de tennis britannique, professionnelle entre 2008 et 2017.

## Carrière
Évoluant principalement sur le circuit ITF au début de sa carrière, elle y a remporté un titre en simple et 22 en double.
Sur le circuit WTA elle atteint la finale en double à quatre occasions, soit à Båstad en 2014, à Tokyo en 2016 et deux fois à Nottingham en 2015 et 2017.
En 2010, elle remporte la médaille d'or en double mixte aux Jeux du Commonwealth associée à Colin Fleming en représentant l'Écosse.
Sélectionnée à maintes reprises en Fed Cup, elle prend également part aux barrages du groupe mondial II en 2017. Malgré sa victoire en double, associée à Laura Robson, la Grande-Bretagne s'incline tout de même 2-3 face à la Roumanie.

## Palmarès

### Titre en double dames
Aucun.

### Finales en double dames
| No | Date       | Nom et lieu du tournoi      | Catégorie | Dotation  | Surface      | Vainqueures                      | Partenaire   | Score            |          |
| -- | ---------- | --------------------------- | --------- | --------- | ------------ | -------------------------------- | ------------ | ---------------- | -------- |
| 1  | 14-07-2014 | Swedish Open Båstad         | Intern'l  | 250 000 $ | Terre (ext.) | Andreja Klepač M.T. Torró Flor   | Anna Smith   | 6-1, 6-1         | Parcours |
| 2  | 08-06-2015 | Notthingham Open Nottingham | Intern'l  | 250 000 $ | Gazon (ext.) | Raquel Kops-Jones Abigail Spears | Anna Smith   | 3-6, 6-3, [11-9] | Parcours |
| 3  | 12-09-2016 | Japan Women's Open Tokyo    | Intern'l  | 250 000 $ | Dur (ext.)   | Shuko Aoyama Makoto Ninomiya     | Anna Smith   | 6-3, 6-3         | Parcours |
| 4  | 12-06-2017 | Notthingham Open Nottingham | Intern'l  | 250 000 $ | Gazon (ext.) | Monique Adamczak Storm Sanders   | Laura Robson | 6-4, 4-6, [10-4] | Parcours |

## Parcours en Grand Chelem

### En double dames
N.B. : le nom de la partenaire se trouve sous le résultat ; le nom des ultimes adversaires se trouve à droite.

### En double mixte
| Année | Open d'Australie | Open d'Australie | Internationaux de France | Internationaux de France | Wimbledon                     | Wimbledon                   | US Open | US Open |
| ----- | ---------------- | ---------------- | ------------------------ | ------------------------ | ----------------------------- | --------------------------- | ------- | ------- |
| 2011  | —                | —                | —                        | —                        | 3e tour (1/8) Colin Fleming   | Shahar Peer Jonathan Erlich | —       | —       |
| 2012  | —                | —                | —                        | —                        | —                             | —                           | —       | —       |
| 2013  | —                | —                | —                        | —                        | —                             | —                           | —       | —       |
| 2014  | —                | —                | —                        | —                        | 2e tour (1/16) Colin Fleming  | A. Hlaváčková Rohan Bopanna | —       | —       |
| 2015  | —                | —                | —                        | —                        | 1er tour (1/32) Colin Fleming | Ana Konjuh Marin Draganja   | —       | —       |
| 2016  | —                | —                | —                        | —                        | 1er tour (1/32) Colin Fleming | Anna Smith Neal Skupski     | —       | —       |
| 2017  | —                | —                | —                        | —                        | 1/4 de finale Ken Skupski     | Martina Hingis Jamie Murray | —       | —       |

N.B. : le nom du partenaire se trouve sous le résultat ; le nom des ultimes adversaires se trouve à droite.

## Parcours en Fed Cup
| #                                                                       | Date       | Lieu      | Surface      | Gagnante(s)              | Perdante(s)                   | Score            |          |
|                                                                         |            |           |              |                          |                               |                  |          |
| 2017 - Barrage (groupe mondial II) - Roumanie - Grande-Bretagne - 3 : 2 |            |           |              |                          |                               |                  |          |
| 1                                                                       | 22/04/2017 | Constanța | Terre (ext.) | Jocelyn Rae Laura Robson | Simona Halep Monica Niculescu | 6-3, 1-6, [10-8] | Parcours |

## Classements WTA en fin de saison
| Année          | 2008 | 2009 | 2010 | 2011 | 2012 | 2013 | 2014 | 2015 | 2016 | 2017 |
| Rang en simple | 746  | 482  | 611  | 817  | —    | —    | —    | —    | —    | —    |
| Rang en double | 412  | 249  | 243  | 645  | —    | 486  | 93   | 76   | 85   | 95   |

source : (en) Classements de Jocelyn Rae sur le site officiel de la Fédération internationale de tennis